# وانغ هاو (لاعب كرة قدم صيني)
وانغ هاو (بالصينية: 王皓) هو لاعب كرة قدم صيني، ولد في 30 يناير 1993 في فوشون في الصين. لعب مع Liaoning F.C. ‏.

## وصلات خارجية
- وانغ هاو (لاعب كرة قدم صيني) على موقع قاعدة بيانات كرة القدم.إي يو (الإنجليزية)
- وانغ هاو (لاعب كرة قدم صيني) على موقع Soccerway.com (الإنجليزية)
- وانغ هاو (لاعب كرة قدم صيني) على موقع اللجنة الأولمبية الصينية (الإنجليزية)